# اندی ویلیامز (بازیکن فوتبال جامائیکایی)
اندی ویلیامز (انگلیسی: Andy Williams؛ زادهٔ ۲۳ سپتامبر ۱۹۷۷) بازیکن فوتبال اهل جامائیکا بود.
از باشگاه‌هایی که در آن بازی کرده‌است می‌توان به باشگاه فوتبال کلمبوس کرو، باشگاه فوتبال نیوانگلند رولوشن، باشگاه فوتبال شیکاگو فایر، باشگاه فوتبال رئال سالت لیک، و باشگاه فوتبال نیویورک رد بولز اشاره کرد.
وی همچنین در تیم ملی فوتبال جامائیکا بازی کرده‌است.